# Lợn Lang Hồng
Lợn Lang Hồng (ký hiệu LH) là giống lợn nuôi nội địa của Việt Nam có nguồn gốc ở địa phương Bắc Ninh (chúng được gọi là Lang hay Lạng vì có ở Lạng Sơn), lang Bắc Thái. Lợn Lang Hồng có sức chống bệnh cao, chống chọi được với điều kiện sống kham khổ, lạnh khô và nóng ẩm, Lợn lang hồng mắn đẻ, khéo nuôi con, sau 8 đến 10 tháng nuôi có thể được 50–60 kg và không ít những con nặng hàng tạ thịt. Được dùng làm nái nền trong lai với lợn ngoại có tỉ lệ nạc cao. Lợn Lang Hồng đã được Nhà nước Việt Nam công nhận là một giống vật nuôi được phép sản xuất, kinh doanh tại Việt Nam.

## Phân bố
Giống lợn này đã tồn tại một cách liên tục tại miền Bắc Việt Nam từ rất lâu trong lịch sử. Lợn lang hồng Hà Bắc là giống Lợn lang hồng cũng như một số giống lợn khác có nguồn gốc từ lợn rừng châu Á, được thuần hóa vào cuối thời kỳ đồ đá mới. Được nuôi phổ biến từ thời kỳ đồ đồng. Lợn lang hồng Hà Bắc, có được lợn lang hồng Hà Bắc là kết quả một quá trình đấu tranh, cải tạo thiên nhiên, cải tạo động vật dần dần biến những con lợn rừng thành lợn nhà, thuần hóa và thích nghi với điều kiện sống vùng nhiệt đới. Giống lợn Lang Hồng Đây là giống lợn nổi tiếng ở vùng Bắc Ninh, thuộc nhóm còn có lợn Lang Lạng Sơn, Thái Bình, Thái Nguyên.
Lợn lang hồng đã đi vào tỉnh, trước hết là các làng phía nam trong tỉnh. Ngày nay các làng quê Hà bắc đâu đâu cũng thấy có lợn Lang Hồng, Làm nghề nông, nhà nào mà chr có vài ba con lợn. Từ những việc lớn như làm nhà, xây dựng gia đình cho con cái, đên ngày giỗ sơ, tết mọn, đồng quà tấm bánh hằng ngày đều trông vào con lợn. Lợn lang hồng đã đi vào cuộc sống và gắn liền với làng quê và con người Hà Bắc Đại lâm (Yên Phong), Tăng Tiến, Vân Hà Việt Yên), Hiên Vân (Tiên Sơn) là những nơi nuôi nhiều lợn lang hồng và nổi tiếng lợn đẹp.
Lợn Lang Hồng được phân bố chủ yếu ở các tỉnh Bắc Ninh, Bắc Giang (Hà Bắc cũ), lợn Lang Hồng được nuôi nhiều ở vùng đồng bằng và thung lũng hạ lưu các sông Cầu, sông Thương, sông Lục Nam. Lợn lang hồng Hà Bắc đã đi đến nhiều vùng ở miền Bắc. Trong các vùng này có nhiều đồi núi. Đất ở các khu này thuộc loại phù sa cũ có xen lẫn đất chiêm trũng và bạc màu. Trên nền đất đai trên xuất hiện một thảm thực vật rất phong phú. Ngoài những loại mộc và những loại lương thực chính của người, còn có nhiều loại cây có thể làm thức ăn xanh cho lợn như rau muống, mùng, rau lấp, khoai, sắn, bèo.

## Đặc điểm

### Ngoại hình
Lợn Lang Hồng có ngoại hình tương tự giống lợn Móng Cái, Màu sắc lông giống như lợn Móng Cái, nhóm lợn Lang này có pha máu lợn Móng Cái với lợn địa phương, lông da lang từng nhóm to nhỏ trên mình, không ổn định như ở lợn Móng Cái. Nhóm lợn lang này có pha máu lợn Móng Cái với lợn địa phương, hướng mỡ. Lợn Lang Hồng đầu đen, giữa trán có điểm trắng hình tam giác, giữa tai và cổ có khi rộng đến vây có một dải trắng cắt ngang kéo dài đến bụng và bốn chân, lưng và mông có mảng đen kéo dài đen khấu đuôi và đùi, có khi trông giống hình yên ngựa nhưng có khi cũng chỉ là mảng đen bình thường có đường biên không cố định.
Đầu to vừa phải, mõm bé và hơi dài, tai to, đứng, cúp về phía trước (hơi úp về phía trước), cổ ngắn, lưng dài và rộng tuỳ từng con, lưng võng, có khi võng sâu tạo thành nếp nhăn từ lưng đến bụng, bụng to, võng và xệ nên hai hàng vú thường xuyên quét đất. Lợn có chửa bầu vú quét đất, núm vú chìa ra, mông rộng và thẳng, gốc đuôi to và cao. Bốn chân vừa phải, bụng xệ trông càng thấp, càng yếu, bàn chân đi chụm khi còn non, khi lớn lên hơi choãi, móng sau có con có thể chạm đất, lông ngắn và thưa, da hơi hồng. Mõm ươn ướt, mắt tinh nhanh, đuôi phe phẩy. Bụng có 12 vú, ít con có vú lẻ, vú lép, nói chung đầu thẳng hàng dọc, cân đối hàng ngang. %. Nhìn chung, Lợn Lang Hồng thường có lưng võng, bụng xệ, càng lớn lại càng xệ, càng võng. Vốn là loại lợn hướng mỡ nên càng béo càng di động khó khăn, chân đi cả bàn, vú quét đất.

### Cho thịt
Đặc điểm sản xuất thịt có thua kém so với lợn Móng Cái nhưng không đáng kể. Chất lượng thịt xẻ tương đương giống lợn Móng Cái tỷ lệ thịt móc hàm đạt 65 - 68%, tỷ lệ mỡ chiếm khoảng 35 - 37, tỷ lệ nạc là 36 - 40%. Nhìn chung lợn Lang Hồng là lợn hướng mỡ, lưng võng, bụng xệ, chỉ số tròn mình luôn đạt 94-97% thậm chí có khi 100%. Lợn Lang Hồng là loại lợn hướng mỡ. Lợn nuôi thịt 10 tháng tuổi đạt 58 – 59 kg, tỷ lệ mỡ 41% với tiêu tốn 5,8 - 6,1 kg thức ăn hỗn hợp cho 1 kg tăng trọng do giống lợn Lang Hồng là loại hướng mỡ nên thường được giết thịt khi khối lượng còn nhỏ, khoảng 55 – 60 kg (10 - 12 thang tuổi). Trọng lượng trước lúc giết thịt 5060 kg (10- 12 tháng tuổi tỷ lệ thịt xẻ 65-68%. Tỷ lệ thịt móc hàm 72-75% tỷ lệ mỡ 35-38%; tỷ lệ nạc 38-42%). Trọng lượng trước lúc giết thịt 50–60 kg (10- 12 tháng tuổi tỷ lệ thịt xẻ 65-68%. Tỷ lệ thịt móc hàm 72-75% tỷ lệ mỡ 35-38%; tỷ lệ nạc 38-42).

### Sinh sản
Nái sinh sản có 10 - 12 vú trở lên, đẻ 10 con/ổ, khối lượng sơ sinh 0,435 kg/con, 2 tháng tuổi 5,88 - 6,1 kg. Tuổi phối giống từ 6-8 tháng. Số lứa đẻ trung bình một năm là 1,7- 1,8 lứa. Số con trên lứa từ 11- 13 con. Khối lượng lúc sơ sinh: 0,40 – 0,45 kg; cai sữa: 5,0 – 5,5 kg; 6 tháng: 19 – 25 kg; 10-12 tháng: 39 – 45 kg; 13-24 tháng: 46 – 54 kg; trên 25 tháng: 55 – 65 kg. Các chiều đo dài thân và vòng ngực ở các giai đoạn như lúc 12 tháng tuổi: 76,30 – 81,31 cm và 76,40 – 81,70 cm; lúc 24 tháng tuổi: 82,15 – 86,50 cm và 79,30 – 86,1 6 cm; lúc trên 30 tháng tuổi: 86,30 – 93,52 cm và 84,95 – 92,03 cm. Lợn sau 12 tháng tuổi sinh trưởng phát dục đã ổn định. Khối lượng, các chiều đo có tăng sau tuổi này chủ yếu do tích luỹ mỡ.
Lợn nái Lang Hồng cho con bú đều đặn, ít giẫm hay đè bẹp con. Sức tiết sữa của lợn nái Lang Hồng thường cao nhất vào lúc lợn con 3 – 4 tuần tuổi và đạt 85 kg trong tháng đầu. Thời gian sử dụng của lợn nái Lang Hồng không cao. Thường loại thải sau 5-6 lứa đẻ nghĩa là lúc lợn mẹ 4 tuổi trở đi vì lúc này cơ thể yếu ớt, lúc chửa lưng càng võng, bụng càng xệ, vú càng quét đất, đẻ xong người gầy sút rất nhanh, khả năng quay vòng chậm. Lợn đực thành thục sớm hơn, 3 tháng đã thành thục về sinh dục. Khai thác tinh hoặc cho nhảy trực tiếp vào lúc 6 tháng, lợn được sử dụng khoảng 2-3 năm. Phẩm chất tinh dịch của lợn Lang Hồng không khác mấy so với các loại lợn nội khác ở Việt Nam, lượng xuất tinh 50- 120 ml, hoạt lực tinh trùng: 70-80%; mật độ tinh trùng 80-150 triệu/ml; tỷ lệ kỳ hình 3-7%. 

## Lai tạo
Lợn Lang Hồng là giống lợn có thành thục về tính sớm, chịu đựng kham khổ và có sức sinh sản tốt. Do đó lợn Lang Hồng được nhân dân Hà Bắc ưa chuộng và nuôi làm nền để lai kinh tế với lợn đực ngoại Landrace, công thức lai (LD x LH). Do lợn Lang Hồng rất giống lợn Móng Cái về ngoại hình và sức sản xuất. Cần thiết phải phân định rõ hơn xem có phải là giống riêng biệt hay chỉ là một nhóm của lợn Móng Cái. Hiện nay lợn Móng Cái rất phổ cập và đã lai nhiều với lợn Lang Hồng nên cần xác định một số vùng Tương đối rõ ràng để bảo tồn lợn Lang Hồng theo phương thức in-situ.
Ngày nay, với sự tiến bộ của khoa học chăn nuôi, lợn lang hồng đã được dùng làm nền để lai với các giống lợn ngoại như Landrat, Đại bạch, Besia…tạo ra những con lai F1 có 50% máu lợn lang hồng. Qua thí nghiệm và thực tiễn sản xuất, con lai F1 Langdrat x Lang hồng có khả năng dạt 100 kg lúc 10 tháng tuổi, tiêu tốn 4,2 đơn vị/kg thịt tăng trọng, tỷ lệ nạc 40%, giá thành 2 đồng/kg thịt lợn hơi. Đó là một trong những lạo thịt lơn xuất khẩu có giá trị.